# Einar Jansen
Einar Jansen, född 27 mars 1893 i Røyken, död 13 december 1960 i Bergen, var en norsk arkivarie.
Einar Jansen var son till Jens Jonas Jansen. Han var stadsarkivarie i Bergen från 1934. Jansen utgav bland annat Det suspensive lovvetos anvendelse i norsk konstitutionel praksis (1921), blev 1924 tillsammans med Edvard Bull den äldre redaktör för Norsk biografisk leksikon, från band 7 1936 redigerat av Einar Jansen och Anton Wilhelm Brøgger.